# 拉塞尔·威斯布鲁克
羅素·衛斯特布魯克三世（英語：Russell Westbrook III，1988年11月12日—）為美國男子籃球運動員，現效力於NBA丹佛金塊，主打控球後衛位置。其在大学时期效力于UCLA棕熊队，2008年NBA选秀中被西雅图超音速以首轮第四顺位选中。
衛斯特布魯克是NBA史上第一位成功卫冕NBA明星賽最有價值球員的球員。2017年NBA年度頒獎典禮上，衛斯特布魯克以單季場均大三元的成績力壓火箭詹姆斯·哈登、馬刺科懷·倫納德奪得NBA最有價值球員獎項。衛斯特布魯克保有NBA史上唯一完成四季場均大三元和連續三季場均大三元的紀錄，也是單季最多次大三元的保持人（42次）、連續完成大三元場次的保持人（連續11場）、歷史最多次大三元的保持人（200次），同時也是唯一一位拿過3次賽季助攻王和2次賽季得分王的球員。2010年世錦賽和2012年奥运会，衛斯特布魯克成功入選美国国家队替補陣容，並兩次奪得金牌。

## 大学时期

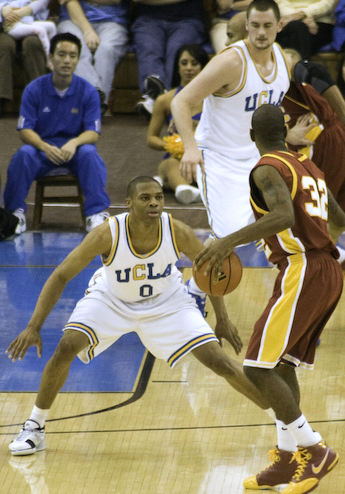
威斯布鲁克防守USC的 O·J·梅奥

大学时期（2006－2008），威斯布鲁克效力于UCLA大学（UCLA棕熊队）。
大一赛季，他并没有得到UCLA主教练本·霍兰德的重视，一直作为达伦·科里森的替补，他仅得到3.4分。UCLA在霍兰德教练的带领下，打进了2007年NCAA锦标赛的最终四强，但以66-116输给了佛罗里达大学（佛罗里达大学短吻鳄队）。
大二赛季，威斯布鲁克被提升为首发，改打得分后卫，场均数据因此全面提高，场均能拿到12.7分，他还进入了太平洋十校聯盟年度最佳阵容三队。UCLA再次打进2008年NCAA锦标赛的最终四强，不过他们以63-98输给了德里克·罗斯带领的孟菲斯大学（孟菲斯大学老虎队）。
两次在NCAA锦标赛的最终四强折戟后，威斯布鲁克决定参加2008年NBA选秀。

### 大学时期数据
| 学校 | 赛季    | 出场 | 首发 | 抢断 | 盖帽 | 篮板 | 助攻 | 得分 | 命中率（%） | 罚球命中率（%） | 三分命中率（%） |
| ---- | ------- | ---- | ---- | ---- | ---- | ---- | ---- | ---- | ----------- | --------------- | --------------- |
| UCLA | 2006–07 | 36   | 1    | 0.4  | 0.02 | 0.8  | 0.7  | 3.4  | 45.7        | 54.8            | 40.9            |
| UCLA | 2007–08 | 39   | 34   | 1.6  | 0.2  | 3.9  | 4.3  | 12.7 | 46.5        | 71.3            | 33.8            |

## NBA職業生涯

### 俄克拉何马城雷霆（2008-2019）
威斯布鲁克在2008年的NBA选秀中，在第四顺位被西雅图超音速选中。同年7月5日，威斯布鲁克与已经更名为俄克拉何马城雷霆的超音速队签下1份4年1635万的新秀合同。

#### 2008-09賽季
2008-09年赛季，威斯布鲁克从板凳上打起，在他职业生涯的第18场比赛，111-103战胜孟菲斯灰熊的比赛中，他拿下20分5篮板4助攻外加两个抢断，这是他职业生涯第一次以首发出战的比赛。
2008年12月7日，面对迈阿密热火的比赛中，威斯布鲁克拿下30分7篮板，这是他首次拿下30分或以上的分数。2009年2月28日，威斯布鲁克受邀参加NBA全明星週末的新秀挑戰赛，他代表一年级队出战。2009年3月3日，面对达拉斯小牛的比赛中，威斯布鲁克砍下17分10篮板10助攻，这是他职业生涯第一次拿下三双成绩。2009年4月22日，威斯布鲁克进入了最佳新秀陣容一队。可是雷霆队仍旧延续上赛季的糟糕战绩，赛季仅仅取得了20胜62负。

#### 2009-10賽季

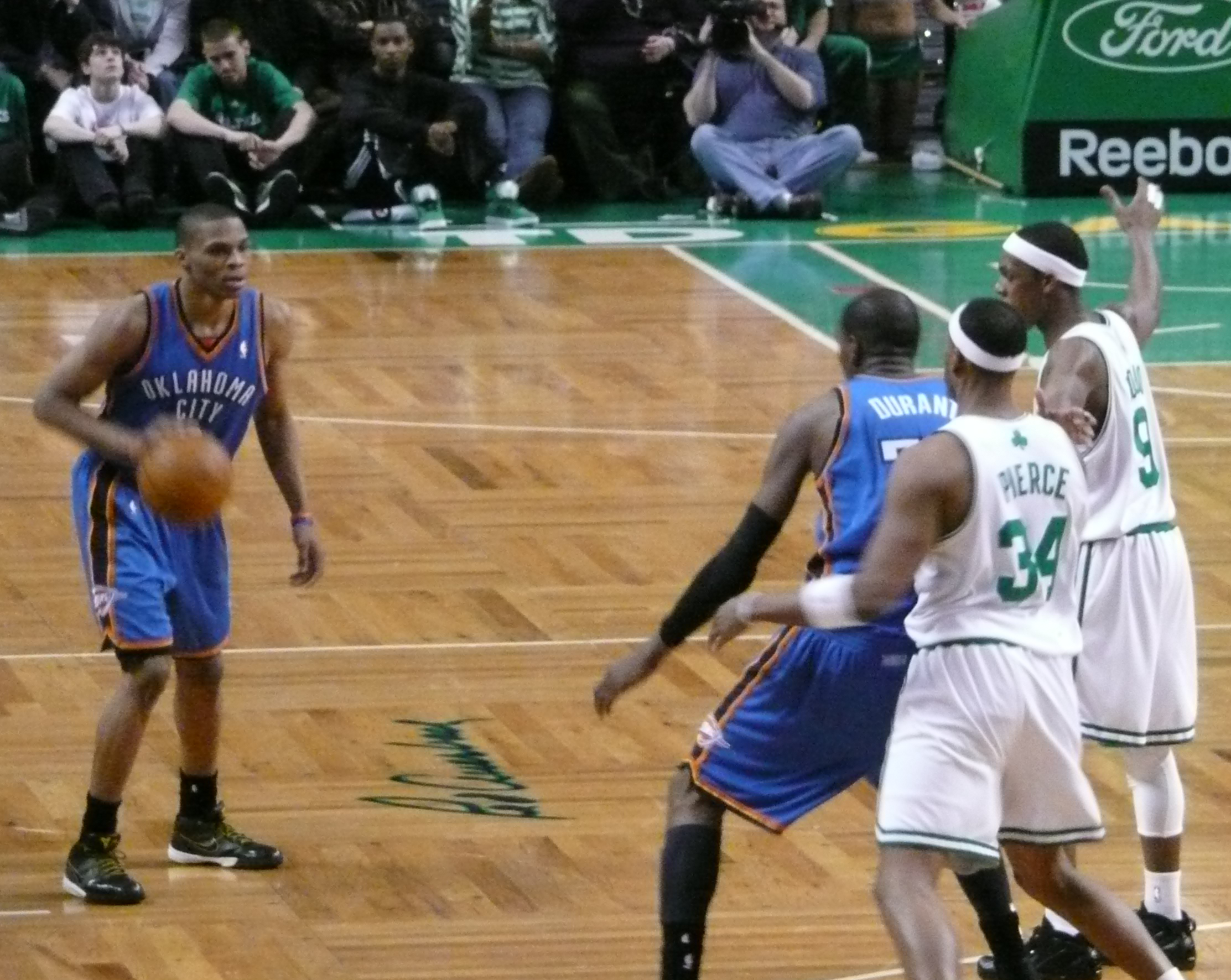
2010年3月威斯布鲁克對陣塞爾提克队

2009-10年赛季，威斯布鲁克首次在全赛季以首发出战，他打出了不错的表现。雷霆队也打出了更名以来最好的赛季，以50胜32负，「老八」的身份进入了2010年NBA季后赛（當時為西強東弱，以雷霆的戰績足以排進東區前四）。
在季后赛中，虽然被最后的总冠军洛杉矶湖人在第一轮擋下，但是威斯布鲁克打出了非常好的一轮季后赛，他场均能獲得25分6.0篮板6.0助攻，一度令时任湖人队主教练的菲尔·杰克逊无计可施。

#### 2010-11賽季
2010-11年赛季，雷霆队在2010年11月27日以110-106战胜印第安纳步行者的比赛中，威斯布鲁克砍下43分8篮板8助攻外加3个抢断，刷新其职业生涯单场的得分纪录。
2010年12月1日，雷霆队以123-120战胜新泽西篮网，威斯布鲁克砍下38分15个篮板9次助攻，刷新其职业生涯单场篮板记录。
2011年2月3日，威斯布鲁克职业生涯首次入选參加NBA全明星賽，在2011年NBA全明星賽上，他代表西部聯盟明星队出战，他12投6中拿到12分5个篮板。
威斯布鲁克在赛季结束后入选了NBA最佳阵容二队，與他一起入选的有德怀恩·韦德、德克·诺维斯基、保罗·加索尔和阿玛雷·斯塔德迈尔。
雷霆队以55胜27负进入了2011年NBA季后赛，他们在首轮击败内内领衔的丹佛掘金，又在次轮抢七击败孟菲斯灰熊，抢七战中威斯布鲁克拿下14分10篮板10助攻，带领雷霆队杀入西部聯盟决赛。虽然雷霆队最后以1-4输给了后来的总冠军达拉斯小牛，但威斯布鲁克在季后赛繳出场均23.4分5.4篮板6.4助攻的优异成绩单。

#### 2011-12賽季
2011-12年赛季，威斯布鲁克再次入选參加NBA全明星賽，在2012年NBA全明星賽上，他代表西部聯盟明星队拿到21分5篮板2助攻。
2012年3月23日，面对明尼苏达森林狼的比赛中，威斯布鲁克砍下職業生涯新高的45分，带领球队以149-140击败明尼蘇達森林狼。
这一个赛季，威斯布鲁克再次入选NBA最佳阵容二队。这次與他一起入选的是凯文·乐福、布雷克·格里芬、安德鲁·拜纳姆和托尼·帕克。
2012年NBA季后赛，雷霆队在威斯布鲁克、杜兰特和哈登带领下先以4-0击败小牛队，又分别以4-1和4-2击败湖人队和马刺队，自前身超音速隊時代的1996年之後闯入总决赛。最終，雷霆队以1-4输给了迈阿密热火，遗憾告别季后赛；这是雷霆队和威斯布鲁克的首次总决赛之旅，威斯布鲁克在第四战砍下的45分7篮板是他季后赛和总决赛的最高分。

#### 2012-13賽季
2012-13年赛季，威斯布鲁克在这个赛季高歌猛进，打出了职业生涯最好的赛季之一。他再次被选中參加NBA全明星賽，在2013年NBA全明星賽13投7中拿到了14分4篮板；同年他再次入选NBA最佳阵容二队。
威斯布鲁克带领雷霆以60勝22負的戰績拿到西部聯盟第一種子；这也是雷霆搬迁到俄克拉荷马城后首次获得西部聯盟第一種子。
2013年NBA季后赛，雷霆雖然以4:2擊落休斯顿火箭，但因为威斯布鲁克被帕特里克·贝弗利撞翻在地，膝盖过度扭曲导致半月板撕裂，赛季因而报销。少了威斯布鲁克的雷霆，第2輪以1:4输给了孟菲斯灰熊。

#### 2013-14賽季
2013-14年赛季，威斯布鲁克在10月1日接受膝盖关节镜手术后提前复出。复出首战，他砍下21分4篮板7助攻，雷霆队也103-96击败了菲尼克斯太阳。
2013年12月26日的比赛中，威斯布鲁克仅仅用了20分钟便砍下了14分13篮板10助攻。但在下一场面对夏洛特山猫的比赛前，威斯布鲁克宣布再次接受关节镜手术治疗，这次手术令他缺席了2014年NBA全明星赛，直到2014年2月20日面对迈阿密热火的比赛中才复出。复出之战威斯布鲁克砍下16分5个篮板，但是雷霆队还是以81-103输给了迈阿密热火。
为了保护脆弱的膝盖，威斯布鲁克在每一次背靠背（连续2场比赛）的比赛中都会轮休。因为缺战太久，他在这个赛季并没有入选NBA最佳阵容。
2014年NBA季后赛，雷霆先以4:3艰难地击败灰熊，又以4:2击败快艇。因为球队防守核心塞尔吉·伊巴卡的缺阵，雷霆先输两场，虽然在第三场伊巴卡复出，第四战威斯布鲁克砍下40分10助攻5篮板及抢断的数据，但雷霆仍以2:4被马刺击败，因而饮恨出局。

#### 2014-15賽季

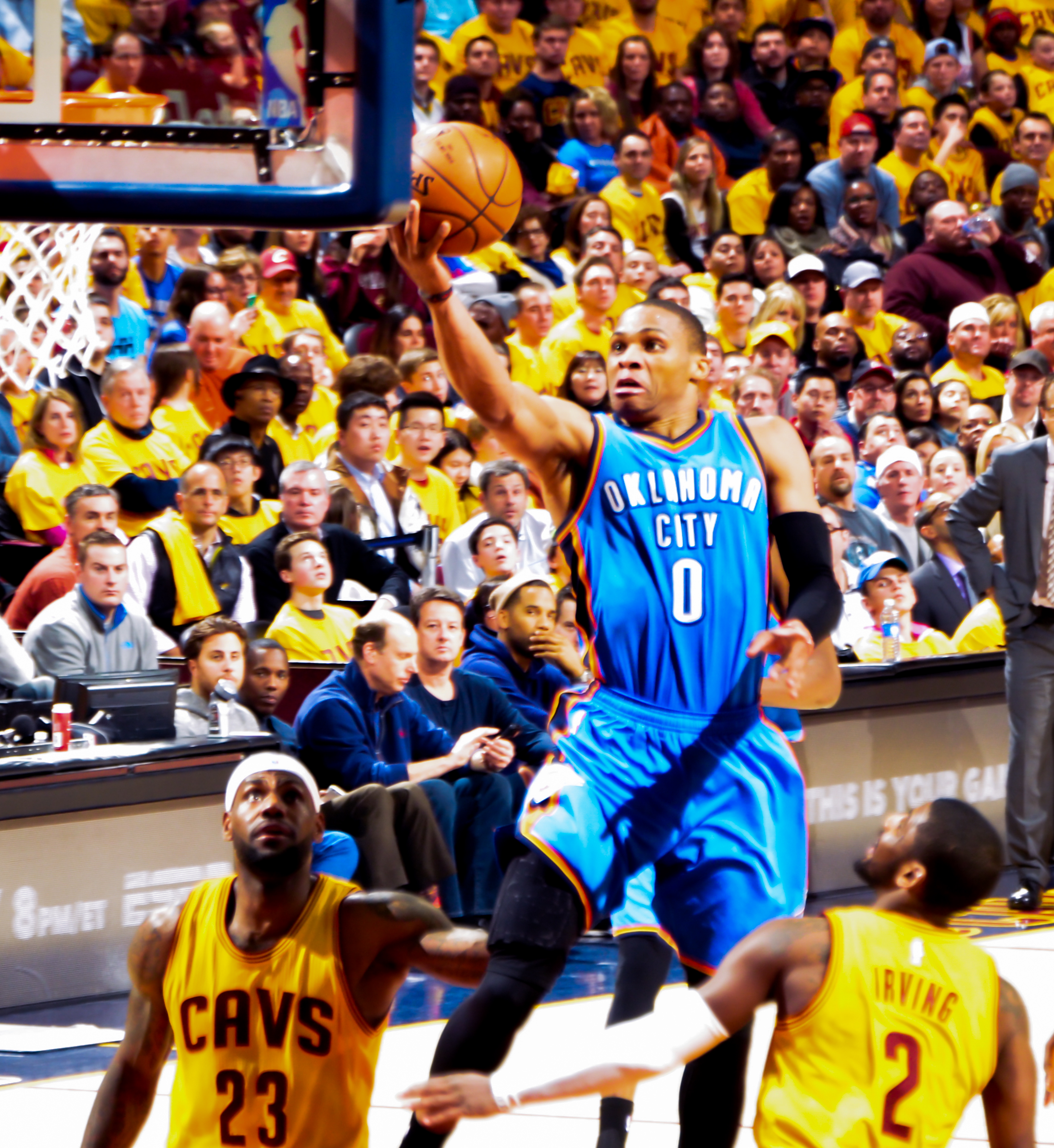
2015年1月威斯布鲁克對陣騎士队

2015年3月5日，雷霆在主场123-118加时险胜费城76人，威斯布鲁克本场比赛砍下49分16个篮板10次助攻，这是他连续第四场比赛得到三双。
威斯布鲁克成为了继1988-89年赛季的迈克尔·乔丹之后，首次做到连续4场砍下三双的球员。乔丹在那个赛季曾连续7场砍下三双。
2015年2月16日，在2015年NBA全明星赛中，威斯布鲁克替补出场26分钟，28投16中得到41分5篮板1助攻3抢断，当选全明星賽MVP。威斯布鲁克在上半场得到27分，刷新了全明星半场得分纪录，全场比赛得到的41分，是全明星历史单场第二高分，仅次于威尔特·张伯伦在1962年创下的42分纪录。
威斯布鲁克雖然以場均28.0分榮奪本賽季得分王及雷霆最後一場贏球，但因與常規賽戰績一樣的新奧爾良塘鵝的對賽記錄是1勝3負僅排第九無緣2015年NBA季后赛。成爲自2003-04年赛季的崔西·麥葛雷迪之後首位常規賽得分王無緣季后赛。
2015年5月21日，NBA官方宣布了2014-15年赛季的最佳阵容，威斯布鲁克入选NBA最佳阵容二队。

#### 2015-16賽季
2015年11月3日，雷霆队对阵休斯顿火箭，威斯布鲁克上场32分钟，得到25分8篮板11助攻，成为自1972年奈特·阿奇博尔德之后，首位通过连续四场比赛拿到至少120分35助攻的球员。在前6场比赛中，威斯布鲁克总共得到163分63个助攻，成为自1991-92年赛季的迈克尔·亚当斯以来，联盟首位在赛季前6场比赛中至少拿到160分60个助攻的球员。
2016年2月12日，雷霆队主场121-95击败紐奧良鹈鹕，威斯布鲁克出场28分钟，得到23分10个助攻9个篮板，职业生涯累计得到12021分4159个助攻3069个篮板，成为NBA历史上自1983-84年赛季以来，第二位以27岁或者更小的年纪拿下至少12000分4000个助攻3000个篮板的球员。
2016年2月15日，在2016年NBA全明星赛中，威斯布鲁克出场22分钟，得到31分8篮板5助攻5抢断，帮助西部聯盟明星队196-173战胜东部聯盟明星队，当选全明星賽MVP，成为自1959年鲍勃·佩蒂特之后的首位球员成功卫冕全明星賽MVP。
2016年5月27日，NBA官方宣布2015-16年賽季的最佳陣容，威斯布鲁克入選NBA最佳陣容一隊；同時入選的還有斯蒂芬·科里、勒布朗·詹姆斯、科怀·伦纳德及德安德鲁·乔丹。
西區準決賽雷霆對上67勝的馬刺，威斯布鲁克在第二场攻下29分10助攻，外加最後關頭的致勝左手上籃得分并加罚命中，將差距擴大到4分並鎖定勝利。西區冠軍賽雷霆對決單季史上最多73勝的金州勇士隊，第一场威斯布鲁克以27分12助攻7抄截表現帶領雷霆搶下第一勝；第三场，威斯布鲁克攻下30分12助攻8籃板。第四场，威斯布鲁克繳出36分11籃板11助攻4抄截；第五场，31分7籃板8助攻5抄截；第六场，28分11助攻9籃板4抄截。
2016年7月4日，威斯布鲁克的前隊友凱文·杜蘭特在網站「The Player's Tribune」中發表《My Next Chapter》為題的文章，宣佈自己將會加入去年才剛戰勝雷霆的金州勇士，與斯蒂芬·科里、克雷·湯普森、德雷蒙德·格林以及前總冠軍FMVP安卓·伊古達拉等球星成為隊友，組成星光四射的超豪華陣容，希望衝擊首座NBA總冠軍。這個決定震驚許多人，讓雷霆球迷們感覺被背叛，也使杜兰特本人被譏笑「打不贏就報隊」並獲得抱腿王的封號。這個決定同時傷害了威斯布鲁克，在透過杜兰特的簡訊得知這個消息時，威斯布鲁克僅說了：「那是一支剛剛打贏我們的球隊。」然而這已足以表現他的失望。
在杜兰特離去後，大家都在關注威斯布鲁克的動向；令奧克拉荷馬市球迷從杜兰特離去的噩耗中重新振奮的是，威斯布鲁克同意了雷霆提供給他的新合約。據報導，威斯布鲁克在8月4日早晨飛往奧克拉荷馬，與雷霆重新簽下一份3年超過8500万的合約；隨後在8月5日，雷霆隊官方證實與威斯布鲁克已完成簽約，合約內容為3年8570萬美元，第3年為球員選擇。

#### 2016-17賽季：MVP和場均大三元賽季
2016年10月29日，威斯布鲁克在對陣鳳凰城太陽的比賽中拿下51分13籃板10助攻，成為1975年的賈霸之後，首位完成50分外加大三元的球員，得分更可以排在史上大三元得分第3高，僅次於1967-68年張伯倫的53分大三元和1961-62年貝勒的52分大三元。
2016年11月29日，威斯布鲁克以27分18籃板14助攻表現，帶領俄克拉何马城雷霆在客場以112比103擊敗紐約尼克，同時成為除了奥斯卡·罗伯逊之外，唯一在打了19場比賽後有場均大三元成績的球員。2016年11月30日，威斯布鲁克再拿下35分14籃板11助攻成績，帶領雷霆以126比115在延長賽中擊敗華盛頓巫師，成為奥斯卡·罗伯逊之後第一個以場均大三元成績進入十二月賽事的球員。
2016年12月9日，威斯布鲁克在對陣休士頓火箭的比賽中，攻得27分10籃板10助攻，完成個人本季第十二次大三元，同時也是連續第七次，追平了奥斯卡·罗伯逊及迈克尔·乔丹所保持歷史第二長的連續大三元紀錄。2016年12月17日，在與鳳凰城太陽的對戰中，威斯布鲁克斬獲生涯新高的22助攻，同時獲得26分11籃板，完成職業生涯第五十次的大三元。
2016年12月31日，威斯布鲁克只打28分鐘就有著17分12籃板14助攻，這並不是他生涯最快達成的大三元，他曾在2014年3月對76人比賽花了21分鐘，更曾在2016年4月12日對湖人花不到18分鐘完成大三元，為史上第3快。過去20年來威斯布鲁克已有21場大三元是在3節結束前完成，而排名2到4名的贾森·基德（7次）、詹姆斯·哈登（7次）、勒布朗·詹姆斯（5次）加起來也不過19次。
2017年3月23日，威斯布鲁克上場28分鐘繳出18分11籃板14助攻的本季第35場大三元；根據資料，NBA史上從沒有人能在單場寫下大三元數據的同時有著投籃包括罰球全進的情況，因此威斯布鲁克成為史上第1人，此也被美國媒體形容為「完美大三元（perfect triple-double）」這位雷霆看板球星在與76人比賽中達成史上第1位投籃、罰球全進的「完美大三元」球員；此外，在還剩下11場例行賽的當下，威斯布鲁克再6場大三元就可追平奧斯卡·羅伯森於1961-62年球季所保持的單季41場大三元紀錄。另外，威斯布鲁克生涯72場大三元有5場來自76人，此為生涯對單一球隊最多的；最終雷霆也以122比97愜意勝出。
2017年4月4日，威斯布鲁克在主場出戰公鹿的比賽再度拿下大三元，本季個人第41次大三元到手，追平傳奇球星奧斯卡·羅伯森在1961-62球季所創下的單季個人大三元紀錄；總計威斯布鲁克此役出賽27分鐘便拿下12分、13籃板、13助攻。
2017年4月9日，威斯布鲁克在客場出戰金塊的比賽中，全場37分鐘攻入50分、16籃板、10助攻，帶領雷霆在比賽末段落後以三分球絕殺反勝金塊106-105，並且奪得單季第42個大三元，正式打破傳奇球星奧斯卡·羅伯森在1961-62球季所創下的單季41個人大三元紀錄，亦同時完成生涯第三次50分大三元。總結该賽季例行賽，威斯布鲁克以場均31.6分、10.7個籃板、10.4個助攻，成爲繼奧斯卡·羅伯森在1966-67球季之後首位能在例行賽作出場均大三元的球員。
2017年4月19日，威斯布鲁克第二戰43投17中，三分球11投2中，拿到51分13助攻10籃板4抄截，成為史上第一個在季後賽拿到50分大三元的球員。球隊在第3節末被火箭打出一波12：3的攻勢，遭到逆轉，最後雷霆以4-1不敵火箭。

#### 2017-18賽季：二度大三元賽季
2017-18年赛季，2017年9月30日威斯布鲁克與雷霆提前以5年2.05億續約，跟下一季薪資合計為6年2.33億，為史上最高，打破先前由斯蒂芬·库里保持5年2億的紀錄。
2018年3月14日在對老鷹的比賽中拿下32分12籃板12助攻，帶領雷霆拿下4連勝，同時他也完成自己生涯第100次大三元。NBA整個歷史上只有四個人大三元次數能破百，前三个是奧斯卡·羅伯森（181次）、魔术师约翰逊（138次）、贾森·基德（107次），再來就是此次達到100次的威斯布鲁克。
2018年4月12日，在常規賽最後一場曼菲斯灰熊對戰奧克拉荷馬雷霆一戰中，得到6分20籃板19助攻，成功達成了史無前例的連續兩季大三元。

#### 2018-19賽季：三度大三元賽季
威斯布鲁克在2018年9月採取一項處理右膝炎症的手術後，錯過了季前賽和前兩場常規賽。
2018年11月21日，威斯布鲁克以123-95戰勝金州勇士隊，以11分、11個籃板和13次助攻的成績創造本賽季第一個大三元。2018年11月28日，威斯布鲁克以100-83擊敗騎士隊，以23分、19個籃板和15次助攻的成績創造本賽季第三個大三元；他在NBA歷史大三元榜上名列第三，與贾森·基德並列。
2019年1月10日，威斯布鲁克創造了職業生涯最高的24次助攻，得到24分和13個籃板。2019年2月7日，威斯布鲁克帶領雷霆隊以117-95擊敗灰熊隊，得到15分、15次助攻和13個籃板，這是他職業生涯中連續最多次的大三元，僅次於1962年威尔特·张伯伦的紀錄（9次）。
2019年2月11日，衛斯特布魯克以120-111擊敗波特蘭拓荒者隊，以21分、14個籃板和11次助攻的成績打破張伯倫的紀錄。2019年2月14日，威斯布鲁克在出戰紐奧良鵜鶘的比賽中超越加里·佩頓（18,207分），成為奧克拉荷馬城雷霆隊的歷史得分王。
2019年4月2日，雷霆隊以119-103擊敗洛杉磯湖人隊，得到20分、20個籃板和21次助攻，成為NBA歷史上第二位在單場比賽中得到20分、20個籃板和20次助攻的球員。2019年4月5日，他在對陣活塞隊的比賽中以123-110獲勝，得到19分、15次助攻和8個籃板，確保他連續第三個賽季取得場均大三元，這是NBA歷史上的第一次。2019年4月10日，雷霆隊對陣公鹿隊的例行賽中，韋斯特布魯克在本賽季的第34次大三元使大三元總次數達到138次，與魔术师约翰逊並列大三元榜上第二名。

### 休士頓火箭（2019-2020）
雷霆與休士頓火箭達成協議，以克里斯·保羅、兩個首輪選秀權（2024年及2026年）及兩個選秀權交換權（2021年及2025年）作為籌碼，換取威斯特布鲁克。

### 華盛頓巫師（2020-2021）
巫師與休士頓火箭達成協議，以約翰·沃爾、一個受保護2023年首輪選秀權作為籌碼，換取威斯特布鲁克，並將其背號改為4號。
2020年12月23日，衛斯特布魯克在奇才隊首度亮相，拿下21分、11個籃板和15次助攻，球隊以107-113輸給了費城76人隊。經過這場比賽他成為NBA歷史上第六位在球隊處女秀中取得大三元記錄的球員，加入了艾弗瑞德·裴頓、刘易斯·劳埃德、約翰·舒邁特、内特·瑟蒙德和奥斯卡·罗伯逊的行列。
2021年5月10日，威斯布鲁克在奇才对阵亚特兰大老鹰的比赛中拿到职业生涯第182次三双，正式超越奥斯卡·罗伯特森，在NBA历史三双榜上独占鳌头。

### 洛杉磯湖人（2021-2023）
2021年8月7日，洛杉磯湖人將凯尔·库兹马、蒙特雷斯·哈雷爾、肯塔維奧斯·卡德維爾-波普，連同2021年的第22順位、2024第二輪選秀權、2028年第二輪選秀權送往華盛頓巫師，換來羅素·衛斯特布魯克。
2023年2月9日，洛杉磯湖人、猶他爵士和明尼蘇達木狼完成三方交易湖人將衛斯特布魯克送至爵士。

### 洛杉磯快艇（2023-2024）
2023年2月22日，衛斯特布魯克與洛杉磯快艇簽約。
2023年7月6日，衛斯特布魯克與快艇續約，簽下一份為期兩年、價值800萬美元的合約。
2024年6月29日，衛斯特布魯克執行球員選擇權，簽下一份400萬美元的合約，繼續留在快艇。
2024年7月19日，猶他爵士透過先簽後換的方式將克里斯·鄧恩送去快艇，換取衛斯特布魯克、二輪選秀籤互換權和現金；隨後威斯布魯克預計會與爵士隊達成買斷協議並加盟金塊隊。

### 丹佛金塊（2024-現今）
2024年7月27日，衛斯特布魯克與丹佛金塊簽下一份為期2年，價值680萬美元的合約，他將改穿4號球衣。

## 国家队

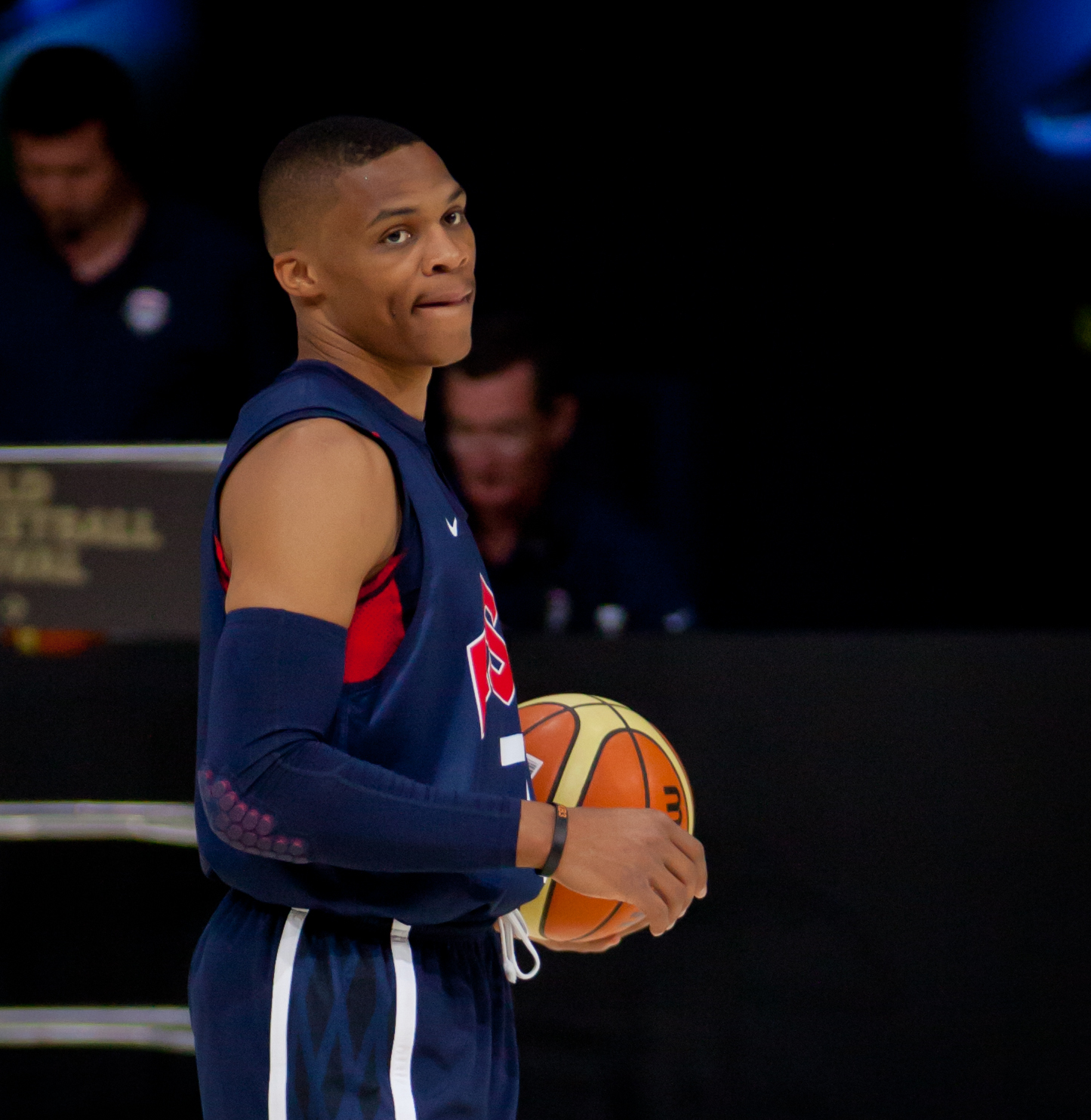
美国队中的威斯布鲁克

2010年8月25日，威斯布鲁克入选美国队出征2010年土耳其世锦赛12人最终名单；這是威斯布鲁克的第一次国家队之旅。
2010年9月13日，美国队在2010年世锦赛决赛中以81-64击败东道主的土耳其队，时隔16年重夺世锦赛冠军；威斯布魯克場均拿下9.2分2.3個籃板。
2012年7月8日，威斯布魯克入选参加2012年伦敦奥运会的12人名单。2012年8月13日，在2012年奥运会男子篮球决赛中，美国梦十队经过四节苦战，以107：100战胜西班牙队，成功卫冕。

## 成就／榮譽

### NBA生涯紀錄
- 2016-17年赛季在對上金塊隊的比賽時砍下50分16籃板10助攻，完成史無前例的單季42次大三元，成為史上第一人。
- 於2019年1月22日到2月12日完成連續10場大三元，打破先前由威尔特·张伯伦於1968年3月8日至3月20日締造的連續9場大三元。接著又在2019年2月14日對上鵜鶘隊的比賽中砍下44分14籃板11助攻，達成連續11場大三元的壯舉，成為史上第一人。
- NBA史上第二位單場Double Triple-Double（三項數據達20個）：2019年4月2日對上洛杉磯湖人時單場20分20籃板21助攻（前一位是威尔特·张伯伦）。
- 於2016-17年赛季、2017-18年赛季與2018-19年赛季三個賽季皆完成場均大三元，成為史上第一位連續三季場均大三元的球員。
- 於2020-21年赛季開季前四場比賽連續完成大三元的紀錄，這是他生涯第150次大三元（僅次於奧斯卡·羅伯森的181次）。

## 職業生涯數據

### NBA例行賽數據統計
| 賽季     | 球隊     | GP    | GS    | MPG  | FG%  | 3P%  | FT%  | RPG  | APG   | SPG | BPG | PPG   |
| -------- | -------- | ----- | ----- | ---- | ---- | ---- | ---- | ---- | ----- | --- | --- | ----- |
| 2008–09  | OKC      | 82*   | 65    | 32.5 | 39.8 | 27.1 | 81.5 | 4.9  | 5.3   | 1.3 | 0.2 | 15.3  |
| 2009–10  | OKC      | 82*   | 82*   | 34.3 | 41.8 | 22.1 | 78.0 | 4.9  | 8.0   | 1.3 | 0.4 | 16.1  |
| 2010–11  | OKC      | 82    | 82*   | 34.7 | 44.2 | 33.0 | 84.2 | 4.6  | 8.2   | 1.9 | 0.4 | 21.9  |
| 2011–12  | OKC      | 66*   | 66*   | 35.3 | 45.7 | 31.6 | 82.3 | 4.6  | 5.5   | 1.7 | 0.3 | 23.6  |
| 2012–13  | OKC      | 82*   | 82*   | 34.9 | 43.8 | 32.3 | 80.0 | 5.2  | 7.4   | 1.8 | 0.3 | 23.2  |
| 2013–14  | OKC      | 46    | 46    | 30.7 | 43.7 | 31.8 | 82.6 | 5.7  | 6.9   | 1.9 | 0.2 | 21.8  |
| 2014–15  | OKC      | 67    | 67    | 34.4 | 42.6 | 29.9 | 83.5 | 7.3  | 8.6   | 2.1 | 0.2 | 28.1* |
| 2015–16  | OKC      | 80    | 80    | 34.4 | 45.4 | 29.6 | 81.2 | 7.8  | 10.4  | 2.0 | 0.3 | 23.5  |
| 2016–17  | OKC      | 81    | 81    | 34.6 | 42.5 | 34.3 | 84.5 | 10.7 | 10.4  | 1.6 | 0.4 | 31.6* |
| 2017–18  | OKC      | 80    | 80    | 36.5 | 44.9 | 29.8 | 73.7 | 10.1 | 10.3* | 1.8 | 0.3 | 25.4  |
| 2018–19  | OKC      | 73    | 73    | 36.1 | 42.8 | 29.0 | 65.6 | 11.1 | 10.7* | 1.9 | 0.5 | 22.9  |
| 2019–20  | HOU      | 57    | 57    | 35.9 | 47.2 | 25.8 | 76.3 | 7.9  | 7.0   | 1.6 | 0.4 | 27.2  |
| 2020–21  | WAS      | 65    | 65    | 36.4 | 43.9 | 31.5 | 65.6 | 11.5 | 11.7* | 1.4 | 0.4 | 22.2  |
| 2021–22  | LAL      | 78    | 78    | 34.3 | 44.4 | 29.8 | 66.7 | 7.4  | 7.1   | 1.0 | 0.3 | 18.5  |
| 2022–23  | LAL      | 52    | 3     | 28.7 | 41.7 | 29.6 | 65.5 | 6.2  | 7.5   | 1.0 | 0.4 | 15.9  |
| 2022–23  | LAC      | 21    | 21    | 30.2 | 48.9 | 35.6 | 65.8 | 4.9  | 7.6   | 1.1 | 0.5 | 15.8  |
| 2023–24  | LAC      | 68    | 11    | 22.5 | 45.4 | 27.3 | 68.8 | 5.0  | 4.5   | 1.1 | 0.3 | 11.1  |
| 職業生涯 | 職業生涯 | 1,162 | 1,039 | 33.6 | 43.8 | 30.4 | 77.6 | 7.1  | 8.1   | 1.6 | 0.3 | 21.7  |
| 明星賽   | 明星賽   | 9     | 2     | 22.4 | 50.6 | 33.8 | 58.8 | 5.2  | 3.8   | 1.4 | 0.0 | 21.6  |

### NBA附加賽數據統計
| 賽季     | 球隊     | GP | GS | MPG  | FG%  | 3P% | FT%  | RPG  | APG  | SPG | BPG | PPG  |
| -------- | -------- | -- | -- | ---- | ---- | --- | ---- | ---- | ---- | --- | --- | ---- |
| 2021     | WAS      | 2  | 2  | 35.0 | 38.7 | 0.0 | 82.4 | 11.0 | 10.0 | 2.0 | 1.0 | 19.0 |
| 職業生涯 | 職業生涯 | 2  | 2  | 35.0 | 38.7 | 0.0 | 82.4 | 11.0 | 10.0 | 2.0 | 1.0 | 19.0 |

### NBA季後賽數據統計
| 賽季     | 球隊     | GP  | GS  | MPG  | FG%  | 3P%  | FT%  | RPG  | APG  | SPG | BPG | PPG  |
| -------- | -------- | --- | --- | ---- | ---- | ---- | ---- | ---- | ---- | --- | --- | ---- |
| 2010     | OKC      | 6   | 6   | 35.3 | 47.3 | 41.7 | 84.2 | 6.0  | 6.0  | 1.7 | 0.2 | 20.5 |
| 2011     | OKC      | 17  | 17  | 37.5 | 39.4 | 29.2 | 85.2 | 5.4  | 6.4  | 1.4 | 0.4 | 23.8 |
| 2012     | OKC      | 20  | 20  | 38.4 | 43.5 | 27.7 | 80.2 | 5.5  | 5.8  | 1.6 | 0.4 | 23.1 |
| 2013     | OKC      | 2   | 2   | 34.0 | 41.5 | 22.2 | 85.7 | 6.5  | 7.0  | 3.0 | 0.0 | 24.0 |
| 2014     | OKC      | 19  | 19  | 38.7 | 42.0 | 28.0 | 88.4 | 7.3  | 8.1  | 2.2 | 0.3 | 26.7 |
| 2016     | OKC      | 18  | 18  | 37.4 | 40.5 | 32.4 | 82.9 | 6.9  | 11.0 | 2.6 | 0.1 | 26.0 |
| 2017     | OKC      | 5   | 5   | 38.8 | 38.8 | 26.5 | 80.0 | 11.6 | 10.8 | 2.4 | 0.4 | 37.4 |
| 2018     | OKC      | 6   | 6   | 39.2 | 39.8 | 35.7 | 82.5 | 12.0 | 7.5  | 1.5 | 0.0 | 29.3 |
| 2019     | OKC      | 5   | 5   | 39.4 | 36.0 | 32.4 | 88.5 | 8.8  | 10.6 | 1.0 | 0.6 | 22.8 |
| 2020     | HOU      | 8   | 8   | 32.8 | 42.1 | 24.2 | 53.2 | 7.0  | 4.6  | 1.5 | 0.3 | 17.9 |
| 2021     | WAS      | 5   | 5   | 37.2 | 33.3 | 25.0 | 79.1 | 10.4 | 11.8 | 0.4 | 0.2 | 19.0 |
| 2023     | LAC      | 5   | 5   | 38.5 | 41.0 | 35.7 | 88.0 | 7.6  | 7.4  | 1.2 | 1.4 | 23.6 |
| 2024     | LAC      | 6   | 0   | 19.0 | 26.0 | 23.5 | 61.5 | 4.2  | 1.7  | 1.2 | 0.5 | 6.3  |
| 職業生涯 | 職業生涯 | 122 | 116 | 36.7 | 40.5 | 29.7 | 82.5 | 7.0  | 7.5  | 1.7 | 0.3 | 23.6 |

## 外部連結
- 羅素·衛斯特布魯克在fiba.basketball（英语）
- 羅素·衛斯特布魯克在archive.fiba.com（存檔）（英语）
- 羅素·衛斯特布魯克在NBA官網（英语）
- 羅素·衛斯特布魯克在Basketball-Reference.com（NBA）（英语）
- 羅素·衛斯特布魯克在Sports-Reference.com（NCAA）（英语）
- 羅素·衛斯特布魯克在ESPN（NBA）（英语）
- 羅素·衛斯特布魯克在Eurobasket.com（球員）（英语）
- 羅素·衛斯特布魯克在Proballers（英语）
- 羅素·衛斯特布魯克在RealGM（英语）
- 羅素·衛斯特布魯克在Olympedia（英语）
- UCLA棕熊队官網的個人簡介 （页面存档备份，存于）